# I 16 desideri
I 16 desideri (16 Wishes) è un film del 2010 che ha protagonista la star di Disney Channel Debby Ryan.. Il film è tratto dal romanzo Una ragazza e i suoi desideri.
È il secondo film trasmesso su Disney Channel non considerato come Original Movie, dopo Harriet the Spy, essendo una co-produzione tra Disney Channel e il canale canadese Family.

## Trama
Abby Jensen pianifica la sua festa dei 16 anni fin dall'età di 7 anni. Quando finalmente arriva il giorno, riceve una scatola contenente sedici candeline che corrispondono a tutti i desideri che aveva espressamente richiesto su una lista da lei precedentemente compilata. Così ogni desiderio comincia a diventare realtà e sembra andare tutto per il verso giusto, finché uno dei suoi desideri non la trasforma in ventenne. Allora capisce, andando alla festa della sua peggior nemica, Krista Cook, che essere adolescenti non è tanto male, e dopo essere tornata a casa piangente e sconfortata, riesce a tornare per sempre alla sua vita, nella mattinata del suo sedicesimo compleanno, prima di aver ricevuto le candeline. Strappa quindi la lista, e ha la sua festa di compleanno dove balla con il suo migliore amico Jay, che diventerà poi il suo ragazzo.

### Personaggi
Abby Jensen è la protagonista del film. Pianifica la sua festa dei 16 anni sin da quando ne aveva 7. Il giorno del suo compleanno le viene data una scatola contenente 16 candeline corrispondenti a una lista da lei precedentemente compilata. Alla fine del film si fidanza con il suo migliore amico Jay.
Jay: è il migliore amico di Abby sin da quando erano bambini. Alla fine del film diventerà il suo fidanzato.
Celestia: è la ragazza che dona ad Abby le candeline il giorno del suo compleanno. Veste sempre con i travestimenti più strambi e particolari.
Krista Cook: è la diva della scuola nonché peggior nemica di Abby poiché da bambina lei rubò Jay a Krista il giorno del suo compleanno ed è per questo che è sempre in rivalità con Abby finché Abby capisce quello che le ha fatto e alla fine del film diventeranno amiche.

## Distribuzione
Il film è stato trasmesso in prima TV il 25 giugno 2010 su Disney Channel America, e su Disney Channel il 12 novembre 2010.